# Three Cheers for Sweet Revenge
Three Cheers for Sweet Revenge drugi je studijski album američkog rock sastava My Chemical Romance. 

## Popis pjesama
1. "Helena" – 3:22
2. "Give 'em Hell, Kid" – 2:18
3. "To The End" – 3:01
4. "You Know What They Do to Guys Like Us in Prison" – 2:53
5. "I'm Not Okay (I Promise)" – 3:08
6. "The Ghost of You" – 3:23
7. "The Jetset Life Is Gonna Kill You" – 3:37
8. "Interlude" – 0:57
9. "Thank You for the Venom" – 3:41
10. "Hang 'em High" – 2:47
11. "It's Not a Fashion Statement, It's a Deathwish" – 3:30
12. "Cemetery Drive" – 3:08
13. "I Never Told You What I Do for a Living" – 3:51

### Bonus pjesma u japanskom izdanju
1. "Bury Me in Black" (demo) – 2:37